# Waldershare
Waldershare est un village du Kent, en Angleterre.